# 36. Sinfonie (Michael Haydn)
Die Sinfonie Nr. 36 B-Dur Perger 28, MH 475 komponierte Michael Haydn im Jahr 1788.

## Allgemeines
Die Sinfonie Nr. 36 zeichnet sich durch folgende Besonderheiten aus:
- Man beachte den Gebrauch der Pauken in einer Sinfonie in B-Dur, vier Jahre vor Joseph Haydns 98. Sinfonie[2]
- Pauken im langsamen Satz, ein Jahr nach Joseph Haydns 88. Sinfonie.

## Zur Musik
Besetzung:  zwei Oboen, vier Hörner in B, F, zwei Trompeten in B, F, Pauken, 2 Violinen, Viola, Cello, Kontrabass. Zur Verstärkung der Bass-Stimme wurden damals auch ohne gesonderte Notierung Fagott und Cembalo (sofern im Orchester vorhanden) eingesetzt, wobei über die Beteiligung des Cembalos in der Literatur unterschiedliche Auffassungen bestehen. 

Aufführungszeit: ca. 9–10 Minuten.

### 1. Satz: Allegro con fuoco
B-Dur, 2/2-Takt, 192 Takte 

Der Satz ist in Sonatensatzform geschrieben, ohne Wiederholung der Exposition, mit einem neuen Thema in der Durchführung (T. 92 - 116).

### 2. Satz: Andante con espressione
F-Dur, 6/8-Takt, 44 Takte 

Einfach zweiteilige Form. 

### 3. Satz: Finale-Rondo. Presto molto
B-Dur, 2/4-Takt, 210 Takte 

ABACABADABA Rondo.
- A1 T. 1 - 12
- B1 T. 13 - 18, F-Dur
- A2 T. 18 - 28, mit einer Verlängerung des Anfanges.
- c T. 29 - 68, G-Mollisch
- A3 T. 68 - 76
- B2 T. 75 - 85
- A4 T. 86 - 95, mit einer längeren Verlängerung des Anfanges.
- D T. 96 - 138, C-Mollisch
- A5 T. 138 - 146
- B3 T. 147 - 156
- A6 T. 156 - 169, mit der längsten Verlängerung des Anfanges, und eine Verlangsamung vor der Coda.
- Coda T. 170 - 210